# أرهارد شميت
أرهارد شميت (بالإنجليزية: Erhard Schmidt)‏ (و. 1876 – 1959 م) هو رياضياتي، وأستاذ جامعي من ألمانيا الشرقية، ولد في تارتو، كان عضوًا في الأكاديمية البافارية للعلوم والعلوم الإنسانية (منذ 1942)، والأكاديمية البروسية للعلوم (منذ 1918)، توفي في برلين، عن عمر يناهز 83 عاماً.

## التعليم
تعلم في جامعة تارتو، وجامعة فريدرش فيلهيلم في برلين، وجامعة غوتينغن.

## جوائز
حصل على جوائز منها:
- الجائزة الوطنية لجمهورية ألمانيا الديمقراطية.